# Jhon Durán
Jhon Jader Durán Palacio (* 13. prosince 2003) je kolumbijský profesionální fotbalista, který hraje na pozici útočníka za anglický klub Aston Villa FC a kolumbijský národní tým.

## Klubová kariéra

### Envigado FC
Durán debutoval v profesionálním týmu Envigada 13. února 2019 proti Jaguares de Córdoba v Copa Colombia, za klub hrál na mládežnické úrovni od svých 11 let. Durán vstřelil svůj první gól 1. září, ve svém 3. vystoupení za klub, proti Águilas Doradas. Díky tomu se Durán stal druhým nejmladším střelcem v Categoría Primera A, ve věku 15 let a 8 měsíců.
V říjnu 2020 byl Durán zařazen na seznam "60 nejlepších mladých talentů světového fotbalu" deníku The Guardian.

### Chicago Fire
Dne 11. ledna 2021 klub Chicago Fire oznámil dohodu o koupi Durána na základě počáteční tříleté smlouvy s opcí na další 2 roky. Smlouva by začala platit 1. ledna 2022. Přestupová částka byla údajně 1,5 milionu liber. Podpis smlouvy byl schválen technickým ředitelem Chicago Fire Sebastianem Pelzerem, který si všiml 17letého Durána, když sledoval jiného hráče v jeho bývalém klubu.
Durán debutoval v dresu Chicaga Fire 26. února 2022 proti Interu Miami CF. Svůj první gól za klub vstřelil 14. května 2022 proti FC Cincinnati.

### Aston Villa
Dne 16. ledna 2023 oznámil klub Premier League Aston Villa dohodu o podpisu Durána. Durán opustil kolumbijský tréninkový kemp na Mistrovství Jižní Ameriky ve fotbale do 20 let 2023 a odletěl do Anglie, aby dokončil přestup, který byl oficiálně oznámen 23. ledna. Částka za přestup byla původně stanovena na 14,75 milionu liber s potenciálem dalších 3 milionů liber v bonusech.
Dne 4. února 2023 debutoval v Premier League jako pozdní náhradník při porážce 4:2 s Leicesterem City.
Dne 20. srpna 2023 vstřelil Durán svůj první gól za Aston Villu jako střídající hráč při výhře 4:0 nad Evertonem. 31. srpna vstřelil Durán svůj první gól v evropských pohárech při vítězství 3:0 v Evropské konferenční lize UEFA nad skotským klubem Hibernian. V září 2023 vstřelil Durán gól z halfvoleje v zápase Premier League proti Crystal Palace, který byl na slavnostním předávání cen na konci sezóny oceněn Aston Villou jako gól sezóny. Dne 13. května 2024 vstřelil pozdní dva góly při remíze 3:3 s Liverpoolem po dvougólovém manku a udržel tak snahu svého klubu o místo v Lize mistrů UEFA.

## Reprezentační kariéra
Durán reprezentoval kolumbijskou reprezentaci do 17 let na Mistrovství Jižní Ameriky ve fotbale do 17 let 2019.
Durán debutoval v seniorské reprezentaci Kolumbie proti Guatemale 24. září 2022, kdy v poločase nahradil Radamela Falcaa. Dne 28. března 2023 vstřelil svůj první reprezentační gól proti Japonsku, a to při svém prvním kompletním vystoupení za kolumbijský tým.

## Statistiky

### Klubové
Platí k zápasu hranému 19. května 2024.
| Klub              | Sezóna            | Liga                | Liga   | Liga | Národní pohár | Národní pohár | Ligový pohár | Ligový pohár | Kontinentální | Kontinentální | Celkově | Celkově |
| Klub              | Sezóna            | Soutěž              | Zápasy | Góly | Zápasy        | Góly          | Zápasy       | Góly         | Zápasy        | Góly          | Zápasy  | Góly    |
| ----------------- | ----------------- | ------------------- | ------ | ---- | ------------- | ------------- | ------------ | ------------ | ------------- | ------------- | ------- | ------- |
| Envigado          | 2019              | Categoría Primera A | 10     | 1    | 1             | 0             | —            | —            | —             | —             | 11      | 1       |
| Envigado          | 2020              | Categoría Primera A | 13     | 1    | 2             | 0             | —            | —            | —             | —             | 15      | 1       |
| Envigado          | 2021              | Categoría Primera A | 24     | 7    | 1             | 1             | —            | —            | —             | —             | 25      | 8       |
| Envigado          | Celkově           | Celkově             | 47     | 9    | 4             | 1             | 0            | 0            | 0             | 0             | 51      | 10      |
| Chicago Fire      | 2022              | Major League Soccer | 27     | 8    | 1             | 0             | —            | —            | —             | —             | 28      | 8       |
| Chicago Fire II   | 2022              | MLS Next Pro        | 2      | 0    | —             | —             | —            | —            | —             | —             | 2       | 0       |
| Aston Villa       | 2022/23           | Premier League      | 12     | 0    | —             | —             | –            | –            | —             | —             | 12      | 0       |
| Aston Villa       | 2023/24           | Premier League      | 23     | 5    | 1             | 0             | 1            | 0            | 12            | 3             | 37      | 8       |
| Aston Villa       | Celkově           | Celkově             | 35     | 5    | 1             | 0             | 1            | 0            | 12            | 3             | 49      | 8       |
| Celkově v kariéře | Celkově v kariéře | Celkově v kariéře   | 111    | 22   | 6             | 1             | 1            | 0            | 12            | 3             | 130     | 26      |

### Reprezentační
Platí k zápasu hranému 28. června 2024.
| Národní tým | Rok     | Zápasy | Góly |
| ----------- | ------- | ------ | ---- |
| Kolumbie    | 2022    | 3      | 0    |
| Kolumbie    | 2023    | 5      | 1    |
| Kolumbie    | 2024    | 2      | 0    |
| Celkově     | Celkově | 10     | 1    |

#### Reprezentační góly
Skóre a výsledky Kolumbie jsou vždy zapsány jako první. Góly Jhona Durána jsou zvýrazněny.
| Gól | Datum           | Místo                                  | Zápas | Soupeř   | Skóre | Výsledek | Soutěž         |
| --- | --------------- | -------------------------------------- | ----- | -------- | ----- | -------- | -------------- |
| 1.  | 28. března 2023 | Yodoko Sakura Stadium, Ósaka, Japonsko | 5.    | Japonsko | 1:1   | 2:1      | Kirin Cup 2023 |